# 太乙路街道
太乙路街道，是中华人民共和国陕西省西安市碑林區下辖的一个鄉鎮级行政单位。

## 行政区划
太乙路街道下辖以下地区：
乐居厂第一社区、乐居厂第二社区、兴庆南路社区、南二环社区、经九路社区、环南路社区、太乙路社区、建东街社区、安东街社区、火炬社区、信号厂社区、中铁一局社区、西安交大社区、祭台社区、北沙社区、南沙社区和铁路局社区。